# Massimo Gorla
Massimo Gorla (Milano, 4 febbraio 1933 – Milano, 20 gennaio 2004) è stato un politico italiano.

## Biografia
Si era iscritto al PSI nel 1953. Nel 1957 entra in contatto coi Gruppi Comunisti Rivoluzionari (GCR), a cui aderì poco dopo, diventandone quasi subito un quadro dirigente sul piano nazionale e internazionale. In seguito divenne responsabile nella segreteria dei GCR del lavoro nel PCI, dove lui e altri membri della Quarta Internazionale erano entrati negli anni cinquanta praticando la tattica dell'entrismo. A livello internazionale partecipò ai lavori dell'esecutivo e del Segretariato della Quarta Internazionale.
Con il Sessantotto abbandonò il PCI e i GCR, partecipando poi alla fondazione di una nuova organizzazione: Avanguardia Operaia di cui divenne uno dei principali dirigenti nazionali. Nel 1976 è eletto alla Camera dei Deputati nel cartello elettorale di Democrazia Proletaria, appoggiato da quasi tutti i gruppi della nuova sinistra, compresa AO. Viene rieletto deputato nel 1983. Nel frattempo, con la fusione tra Avanguardia Operaia e la minoranza del Partito di Unità Proletaria per il Comunismo, partecipa al processo della creazione di Democrazia Proletaria come partito. Nel 1987 termina il proprio mandato parlamentare.
Nel 1991 quando DP deciderà di sciogliersi per dare vita, assieme alla sinistra del PCI, a Rifondazione Comunista, Gorla si opporrà e deciderà di abbandonare l'attivismo politico.
Muore il 20 gennaio 2004, due settimane prima di compiere 71 anni. È stato sepolto in un Campo acattolici del Cimitero Maggiore di Milano.